# Підляська мікромова

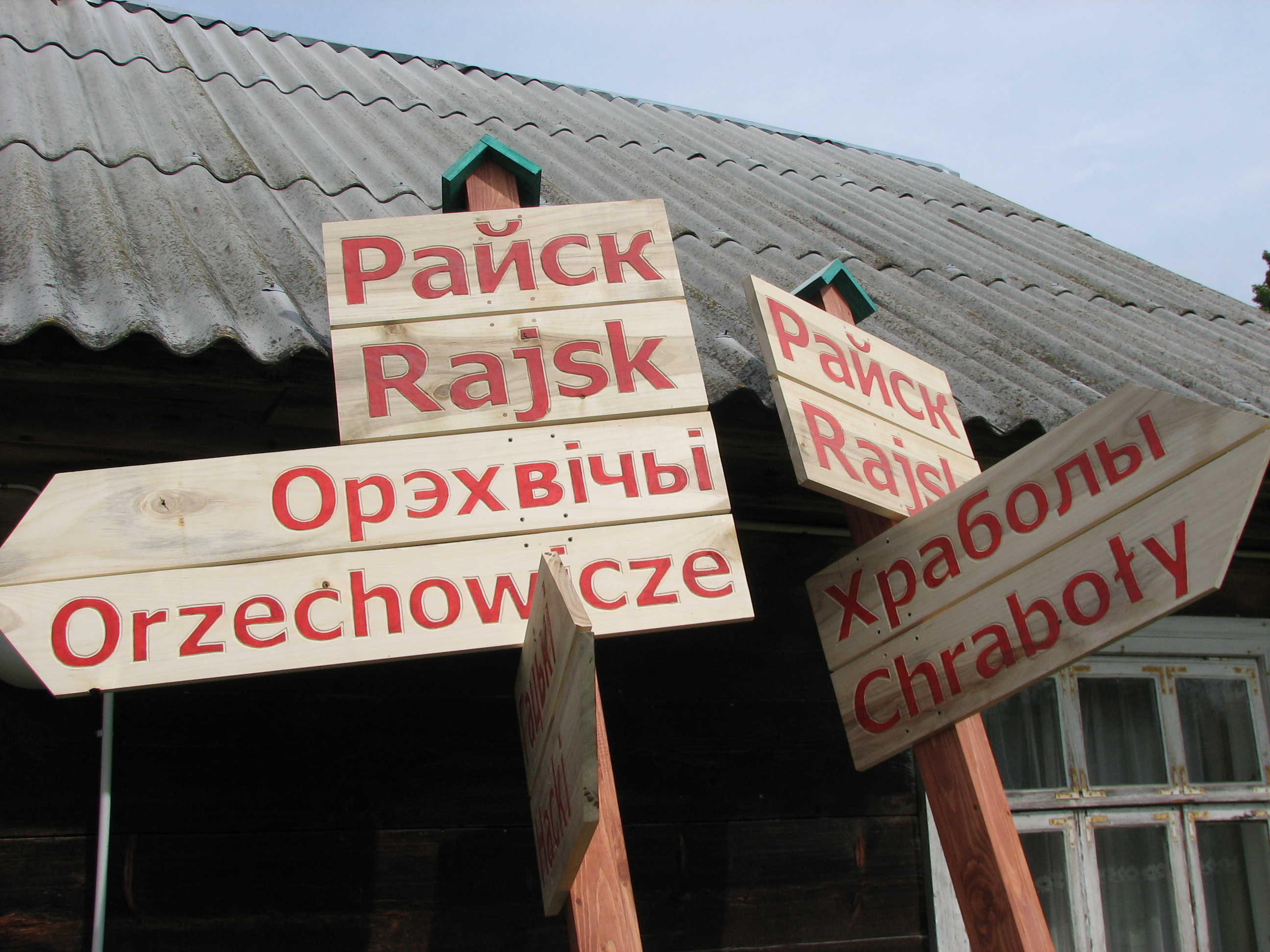
Туристичні знаки підляською та польською мовами

«Підляська мікромова» («своя мова», «проста мова», пудляська мова, pudlaśka mova) — три розмовні діалекти підляшів Північного Підляшшя у Польщі, які належать до підляського говору західнополіського говору північного наріччя української мови[джерело?]. На означення місцевої говірки у Польщі найчастіше вживаються назви «підляська мова» (пол. język podlaski), «проста мова» (пол. język prosty), «тутешня / тутейша мова» (пол. język tutejszy).

## Опис
Відповідно до перепису населення Польщі 2002 р. у Підляському воєводстві Польщі (Північне Підляшшя) мешкає 46 400 осіб, які самовизначилися як «білоруси», з них 37 000 належить до групи «підляшів» (біл. «падляшы»), чия мова є одним з діалектів української мови. За переписом того року 1 400 осіб ідентифікували себе українцями. Завдяки діяльності «Союзу українців Підляшшя», направленій на пробудження української самосвідомості місцевого населення, за переписом 2011 року кількість українців зросла вже до понад 2700 осіб. Населеним пунктом, де проживає найбільше «підляшів» є с. Чижі Підляського воєводства Польщі (82 % населення в 2002 році).
Самі «підляші» здебільшого після Другої світової війни ідентифікують свою мову як «білоруську» (близько 30 000 осіб)[джерело?], однак насправді вона є суттєво відмінною від літературної білоруської, що сприймається як «не зовсім своя мова».
Населення Південного Підляшшя говорить схожими діалектами, але ідентифікує себе як «українці» (українців було виселено з Південного Підляшшя в рамках операції «Вісла», частина населення повернулася у 1956 р.). У Польщі діалекти Південного Підляшшя іноді називають «хахлацька мова» (пол. język chachłacki, без образливого значення).
«Своєю мовою» у 70-х роках XX століття в білоруськомовній газеті «Ніва» публікувалася Зося Сачко (під егідою «Беларускага літаратурнага аб'яднаньня „Белавежа“» вийшли три її поетичні збірки: «Пошукі» у 1982 р., «Над днём похіляна» у 1991 р., «Шчэ одна вэсна» у 1995 р.), у 1981 р. «Ніва» опублікувала поему Іри Боровик «Час, которы ўмірае», у 2002 р. «Белавежа» видало поетичний томик Віктора Стахвюка «Багровы цень».
Білоруси-підляшуки писали також літературною білоруською мовою, зокрема письменники Надія Артимович (Надзея Артымовіч), Ян Чиквін (Ян Чыквін) та Віктор Швед (Віктар Швед). До 50 % співпрацівників білоруськомовних ЗМІ у Польщі (газет «Ніва», «Часопіс», «Правінцыя» та білоруськомовної програми польського радіо та телебачення у Білостоку) є «підляшами».
Також у Більську Дорофієм Фійоником (біл. Дарафей Фіёнік) видається краєзнавчо-культурний часопис «Бельскі гостінэць», який друкує етнографічні матеріали та записи говірок Підляшшя польською, білоруською мовами та «своєю мовою».
Пропозицію кодифікувати мову «підляшів» висловив Ян Максимюк, один з редакторів білоруськомовного польського часопису «Правінцыя» 30 липня 2004 р. на «Беларускім трыялёгу 2004» у Лапичах, Кринківська гміна, Польща. «Своя мова» записується латинкою на основі польської абетки або кирилицею на основі білоруської абетки з додаванням літер ґ — орґанізатор, ê — чоловіêк, j — короваj, ô — Пудляшукі і Полішукі — як одін рôд.

## Підляська абетка
| A a | B b | Ć ć   | Č č   | D d     | (Dz dz) | (Ď ď) | (E e) | (Ê ê) | (F f) |
| G g | H h | Ch ch | I i   | (Iê iê) | J j     | K k   | L l   | Ł ł   | M m   |
| N n | Ń ń | O o   | (Ô ô) | P p     | Q q     | R r   | S s   | Ś ś   | Š š   |
| T t | Ť ť | U u   | V v   | W w     | X x     | Y y   | Z z   | Ź ź   | Ž ž   |

Пояснення:
- Ć — [ць]; Č — [ч]; Ď — [дь]; Ê — [е], Iê — [іе]; Ch — [х]; Ł — [л]; Ń — [нь]; Ô — [ӱ] (оглиблене «і», чи як німецьке «ü»); Ś — [сь]; Š — [ш]; Ť — [ть]; V — [в]/[ў]; Ź — [зь]; Ž — [ж];

Літери q, w, x зустрічаються тільки в іноземних назвах (Quebec, Quentin, Wellington, Winston, Xanadu, Matrix), а диграф dź використовується для запису географічних назв із польської чи білоруської мов.